# Chaim Potok
Herman Harold Potok, besser bekannt als Chaim Potok (* 17. Februar 1929 in New York City; † 23. Juli 2002 in Merion, Pennsylvania), war ein US-amerikanisch-jüdischer Schriftsteller und Rabbiner.

## Leben
Potok war das älteste Kind von Benjamin Max Potok († 1958) und dessen Ehefrau Mollie Friedmann. Seine Eltern waren Immigranten aus Polen, die ihm traditionsgemäß den hebräischen Namen „Chaim“ gaben, das hebräische Wort für „Leben“. Er wuchs mit seinen drei Geschwistern in einem orthodoxen Elternhaus in der Bronx auf und besuchte die Marsha Stern Talmudical Academy in Manhattan. 
1946 schickte Potok eine erste Erzählung an die Zeitschrift „The Atlantic Monthly“. Trotz Ablehnung hatte der Herausgeber Edward Meeks großes Lob dafür übrig. 1949 besuchte er die private Yeshiva University, um englische und hebräische Literatur zu studieren. Im darauffolgenden Jahr erreichte er dafür seinen B.A, ein Jahr später wechselte er an das Jewish Theological Seminary of America und wurde dort 1955 zum Rabbiner ordiniert. 
Potok trat in die United States Army ein und wurde 1955 als Militärrabbiner nach Südkorea verpflichtet. 1957 kehrte er in die USA zurück und ließ sich in Kalifornien nieder. In Los Angeles betraute ihn die American Jewish University mit der Leitung des angeschlossenen Ferienlagers Camp Ramah in Ojai (Ventura County). Dort machte er die Bekanntschaft der Sozialarbeiterin Adena Mosevitzky und heiratete sie am 8. Juni 1958. Das Ehepaar Potok ging 1959 nach Philadelphia an die University of Pennsylvania. 
Im Sommer 1963 gehörte das Ehepaar Potok noch einmal zum Lehrpersonal von Camp Ramah. Im Herbst desselben Jahres ging Potok zusammen mit seiner Ehefrau nach Jerusalem, wo er u. a. mit seiner Dissertation über den Philosophen Salomon Maimon begann. 1964 kehrte das Ehepaar Potok zurück und ließ sich in Brooklyn nieder. Parallel zu verschiedenen anderen Projekten beendete Potok dort seine Dissertation und wurde 1965 von der University of Pennsylvania promoviert.
1966 berief man Potok zum Nachfolger von Salomon Grayzel (1896–1980) als Chefredakteur der Jewish Publication Society. Dieses Amt hatte Potok bis 1974 inne. 1977 verließ Potok New York und ließ sich in Merion Station (Montgomery County) in Pennsylvania nieder. Er starb am 23. Juli 2002 und fand dort auch seine letzte Ruhestätte.

## Rezeption
Potok wurde vor allem bekannt durch seinen Erstlingsroman The Chosen (deutsch: Die Erwählten) aus dem Jahr 1967, der sofort ein Bestseller wurde, und den Fortsetzungsband The Promise (deutsch: Das Versprechen) aus dem Jahr 1969. Der Film The Chosen erschien 1981. Hier spielte Chaim Potok in einem Cameo-Auftritt als Talmudlehrer mit. Es gibt auch eine Bearbeitung für Theater und Musical.
Diese beiden Bücher handeln von der Freundschaft zweier Jungen, wobei einer aus einem streng chassidischen Umfeld kommt und der andere jüdisch-liberal erzogen wurde. Das Thema, also die Spannung zwischen den zwei Welten, kannte Potok aus seinem eigenen Leben. Er wuchs in einer orthodox-jüdischen Familie auf. Seine literarischen Ambitionen weckten viel Widerstand in seinem Umfeld; man meinte, dass er seine Zeit verschwende.
Andere bekannte Bücher von Potok sind My Name is Asher Lev (deutsch: Mein Name ist Ascher Lev) aus dem Jahr 1972 und The Gift of Asher Lev aus dem Jahr 1990. Auch in diesen zwei Büchern geht es um einen Künstler, der seiner orthodox-jüdischen Familie und Umgebung trotzen muss, um aus seinem Talent einen Beruf machen zu können.
Außer Romanen schrieb Potok auch Theaterstücke, Kinderbücher, Kurzgeschichten und Sachbücher. Er fungierte auch als Ghostwriter bei der Autobiographie des Geigers Isaac Stern.

## Werke (Auswahl)
Belletristik
- My name is Asher Lev.
  - Deutsch: Mein Name ist Ascher Lev. Wunderlich, Tübingen 1973 (übersetzt von Margaret Carroux).
- In the beginning.
  - Deutsch: Am Anfang. Rowohlt, Reinbek 2000, ISBN 3-499-14012-8 (EA Tübingen 1977, übersetzt von Margaret Carroux).
- The promise.
  - Das Versprechen. Wunderlich, Tübingen 1976, ISBN 3-8052-0265-2 (übersetzt von Margaret Carroux).

Sachbücher
- Jewish ethics. 1964/69 (14 Bände)
- Wanderings.
  - Deutsch: Wanderungen. Geschichte des jüdischen Volkes. Wunderlich, Tübingen 1980, ISBN 3-8052-0336-5 (übersetzt von Margaret Carroux).